# Sylvia Oluchy
Ngozi Sylvia Oluchi Ezeokafor, nom de scène Sylvia Oluchy est une actrice du cinéma Nollywood. Elle gagne le prix de l'actrice la plus prometteuse de l'année au Best of Nollywood Awards, en 2013.

## Biographie
Sylvia Oluchi naît à Lagos au Nigeria et grandit à Abuja. Elle étudie le théâtre à l'université Nnamdi-Azikiwe à Awka. En 2011, elle joue le rôle de Shaniqua dans la série télé, Atlanta Series.

## Filmographie
La filmographie de Liz Benson, comprend les films suivants : 
| Année | Film              | Rôle                | Notes            |
| ----- | ----------------- | ------------------- | ---------------- |
| 2009  | Honest Deceiver   | Lara                | as Sylvia Oluchi |
| 2009  | Honest Deceiver 2 | Lara                | as Sylvia Oluchi |
| 2010  | Bent Arrows       | Idara               |                  |
| 2011  | Atlanta Series    | Shaniqua            |                  |
| 2013  | Alan Poza         | Senami              |                  |
| 2013  | On Bended Knees   |                     |                  |
| 2013  | Playing Victim    | Demeji's Girlfriend |                  |
|       | Finding Love      |                     |                  |
| 2014  | Being Mrs Elliot, | Nonye               |                  |
| 2015  | Losing Control    | Coco                |                  |
| 2018  | Forbidden         | Chinalu             |                  |

## Source de la traduction
- (en) Cet article est partiellement ou en totalité issu de l’article de Wikipédia en anglais intitulé « Sylvia Oluchy » (voir la liste des auteurs).